# Ө
Ө, ө — кирилична літера, утворена від поєднання О та Е. Використовується в татарській, башкирській, казахській, калмицькій, бурятській, монгольській, тувинській, тофаларській, долганській, якутській та киргизькій мовах. 
Позначає огублений голосний переднього ряду низько-середнього піднесення /œ/. Немає нічого спільного ані з грецькою тетою (Θ, θ), ані з кириличною фітою Ѳ, ѳ.